# Anthony Perkins
Anthony Perkins, född 4 april 1932 i New York, död 12 september 1992 i Los Angeles, var en amerikansk skådespelare.

## Biografi
Perkins var son till scenaktören Osgood Perkins (1892–1937) och Janet Esselstyn (född Rane). Han gjorde scendebut som 15-åring och filmdebuterade 1953 i rollen som Jean Simmons pojkvän i Teatergalen. Han återvände till scenen, men återkom till filmbranschen 1956, i Folket i den lyckliga dalen, en roll för vilken han Oscarnominerades för bästa manliga biroll. 
Under en period spelade han ofta tafatta, klumpiga och ängsliga unga män. Han är mest känd för rollen som den psykopatiske motellägaren Norman Bates i Alfred Hitchcocks film Psycho (1960). Samma roll spelar han även i uppföljarna Psycho II, Psycho III och Psycho IV: The Beginning.
År 1973 gifte han sig med fotografen Berry Berenson (1948–2001). Berenson omkom i 11 september-attackerna på det första passagerarplanet som kraschade i Twin Towers. Paret fick två söner som blev skådespelare (Oz Perkins) respektive musiker (Elvis Perkins).
Anthony Perkins avled 1992 i aids.

## Filmografi i urval
- 1953 – Teatergalen
- 1956 – Folket i den lyckliga dalen
- 1957 – Fruktan bryter ut
- 1958 – Blodet ropar under almarna
- 1960 – Psycho
- 1961 – Tycker ni om Brahms ...
- 1962 – Processen
- 1962 – Fem mil till midnatt
- 1965 – Brinner Paris?
- 1970 – Moment 22
- 1973 – Döden går ombord (manus)
- 1974 – Mordet på Orientexpressen
- 1979 – Det svarta hålet
- 1983 – Psycho II
- 1986 – Psycho III (även regi)
- 1990 – Psycho IV: The Beginning (TV-film)
- 1992 – I de djupa skogarna (TV-film)